# L.A.イズ・マイ・レイディ
| 専門評論家によるレビュー | 専門評論家によるレビュー |
| レビュー・スコア         | レビュー・スコア         |
| 出典                     | 評価                     |
| ------------------------ | ------------------------ |
| Allmusic                 | [ 1 ]                    |

『L.A.イズ・マイ・レイディ』（エル・エイ・イズ・マイ・レイディ、L.A. Is My Lady）は、アメリカ合衆国の歌手フランク・シナトラが1984年に発表した通算57枚目のソロによるスタジオ・アルバム。プロデューサーはクインシー・ジョーンズが務めた。シナトラは、その後、デュエットを集めたアルバム2枚（『Duets』、『Duets II』）を出したが、ソロのスタジオ・アルバムとしては本作が最後の作品であり、これ以降にソロで録音された楽曲5曲は、うち4曲だけが公式発表された。日本語での表記では、アルバム名、表題曲名とも『L.A.イズ・マイ・レディ』とされることもある。
このアルバムの企画は、ジョーンズの発案で進められていたシナトラとレナ・ホーンのデュエット・アルバムの計画が、ホーンの声に問題が生じたことと、他のいろいろな仕事を抱えていたシナトラが、録音を先延ばしにできなかったことから、急遽取り組まれたものであった。シナトラがジョーンズのプロデュースで録音するのは、1964年のアルバム『イット・マイト・アズ・ウェル・ビー・スウィング (It Might as Well Be Swing)』以来、久々のことであった。
このときのスタジオ・セッションの模様は、ドキュメンタリー『Frank Sinatra: Portrait of an Album』に収められており、シナトラのマイケル・ジャクソンとの初対面の様子なども捉えられた。
『L.A.イズ・マイ・レイディ』の録音時には、スタジオにおける技術は十分に発達しており、シナトラは、あらかじめ録音された伴奏に自分の声をオーバー・ダビングすることもできたが、シナトラは他のミュージシャンたちと一緒に一発録りで録音することを望んだ。
シングルカットされた表題曲「L.A.イズ・マイ・レイディ (L.A. Is My Lady)」のミュージック・ビデオには、ディーン・マーティン、クインシー・ジョーンズ、ナンシー・シナトラ、シェリル・ティーグス、ジェーン・フォンダ、ラトーヤ・ジャクソン、ジリー・リゾ、ドナ・サマー、マイケル・マクドナルドや、ヴァン・ヘイレンのメンバーだったデイヴィッド・リー・ロスが、カメオ出演したこともあり、開局からまださほど時間が経っていなかった初期のMTVにおいて、そこそこのローテーションで放送された。
アルバムの表題とは裏腹に、楽曲はほとんどニューヨークで録音された。このアルバムは、『ビルボード』誌のアルバム・チャートである Billboard 200 に13週とどまり、最高58位となった。また、Top Jazz Albums のチャートでは最高8位となった。
シナトラにとって、新たな試みだったのは、表題曲ではっきりと聞かれるシンセサイザーの導入であった。
アルバム『L.A.イズ・マイ・レイディ』は、2024年に内容を拡充したエディションがリイシューされ、ラリー・ウォルシュ (Larry Walsh) のリミックスにより、6曲のボーナス・トラックが追加された。

## トラックリスト
日本語の曲名は、2010年の日本盤CD『L.A.イズ・マイ・レディ』の表記による
1. L.A.イズ・マイ・レディ - "L.A. Is My Lady" (Alan and Marilyn Bergman, Quincy Jones, Peggy Lipton Jones) – 3:12
2. ベスト・オブ・エヴリシング - "The Best of Everything" (Fred Ebb, John Kander) – 2:45
3. 君に捧げるメロディ - "How Do You Keep the Music Playing?" (A. Bergman, M. Bergman, Michel Legrand) – 3:49
4. 今夜教えて - "Teach Me Tonight" (Sammy Cahn, Gene de Paul) – 3:44
5. イッツ・オール・ライト・ウィズ・ミー - "It's All Right with Me" (Cole Porter) – 2:39
6. マック・ザ・ナイフ - "Mack the Knife" (Marc Blitzstein, Bertolt Brecht, Kurt Weill) – 4:50
7. リアル・シング・カムズ・アロング - "Until the Real Thing Comes Along" (Mann Holiner, Alberta Nichols, Cahn, Saul Chaplin, L.E. Freeman) – 3:03
8. ストーミー・ウェザー - "Stormy Weather" (Harold Arlen, Ted Koehler) – 3:38
9. もしも君がいなければ - "If I Should Lose You" (Ralph Rainger, Leo Robin) – 2:36
10. 100年の想い - "A Hundred Years from Today" (Joe Young, Ned Washington, Victor Young) – 3:04
11. 君さりしのち - "After You've Gone" (Henry Creamer, Turner Layton) – 3:15

編曲者（共編曲者）
- クインシー・ジョーンズ - track 1.
- テリー・ジト（英語版） - tracks 1 & 4.
- デイヴィッド・マシューズ & ジェリー・ヘイ - track 1.
- ジョー・パーネロ (Joe Parnello) - tracks 2 & 3.
- フランク・フォスター（英語版） - tracks 6 & 11.
- サミー・ネスティコ - tracks 5, 7, 8, 9 & 10.

2024年盤のボーナストラック
12. How Do You Keep The Music Playing? – (3/16/83; Joe Pamello arrangement)
13. How Do You Keep The Music Playing? – (5/17/84); Bob Florence arrangement)
14. Mack The Knife – (10/30/86; vocal overdub)
15. Body And Soul – (10/26/07; Torrie Zito arrangement)
16. After You've Gone – (session take)
17. Body And Soul – (session takes)

## チャート
| チャート（1984年）                            | 最高位 |
| --------------------------------------------- | ------ |
| オーストラリア ケント・ミュージック・レポート | 66     |
| アメリカ合衆国 ビルボード Billboard 200       | 58     |